# Paratelmatobius
Genre
Paratelmatobius est un genre d'amphibiens de la famille des Leptodactylidae. 

## Répartition
Les 6 espèces de ce genre sont endémiques du Brésil.

## Liste d'espèces
Selon Amphibian Species of the World (10 juin 2017) :
- Paratelmatobius cardosoi Pombal & Haddad, 1999
- Paratelmatobius gaigeae (Cochran, 1938)
- Paratelmatobius lutzii Lutz & Carvalho, 1958
- Paratelmatobius mantiqueira Pombal & Haddad, 1999
- Paratelmatobius poecilogaster Giaretta & Castanho, 1990
- Paratelmatobius yepiranga Garcia, Berneck & Costa, 2009

## Publication originale
- Lutz & Carvalho, 1958 : Novos anfibios anuros das serras costeiras do brasil. Memórias do Instituto Oswaldo Cruz, Rio de Janeiro, vol. 56, no 1, p. 239-260 (texte intégral).